# Soll-Ist-Vergleich
Als Soll-Ist-Vergleich (oder Soll-Ist-Abgleich) wird in der Wirtschaft und Verwaltung ein Vergleich im Rahmen des Controllings bezeichnet, bei dem Soll-Zustände und Ist-Zustände einander gegenübergestellt werden.

## Allgemeines
Eine Vielzahl von Kennzahlen gibt es in Form von Sollwerten (Planungsgrößen) und Istwerten (tatsächlich vorhandene Größen). Ob beide voneinander abweichen, kann durch den Soll-Ist-Vergleich gemessen werden. Liegt eine Abweichung vor, werden ihre Ursachen in der SWOT-Analyse oder Abweichungsanalyse untersucht. Eine Abweichung der tatsächlich erreichten Istwerte von den geplanten Sollwerten ist als Zielverfehlung einzustufen und kann bei negativer Abweichung zu erheblichen Konsequenzen führen.
Der Soll-Ist-Vergleich stellt ein wesentliches Organisationsmittel für Planung und Kontrolle dar. Nach der Planung erfolgt als Soll-Ist-Vergleich eine Plan-Ist-Kontrolle, welche die eingetretenen oder erreichten Ist-Werte mit den in der Planung vorgesehenen Sollwerten vergleicht.

## Inhalt
Bei der Aufstellung eines Soll-Ist-Vergleichs ist zunächst zu bedenken, dass die Ursachen für Soll-Ist-Abweichungen sowohl in den gewählten Sollwerten als auch in den Istwerten liegen können. Sollwerte können unrealistisch sein oder durch Fehleinschätzungen zustande kommen, Istwerte unterliegen der Gefahr einer fehlerhaften Datenerfassung oder sind in nicht repräsentativen Zeiträumen erfasst worden (Auslastungsgrad). Sind diese Mängel nicht vorhanden oder behoben, können die Daten (technische Daten, betriebswirtschaftliche Kennzahlen) einem Soll-Ist-Vergleich unterzogen werden.

## Daten
Insbesondere können folgende Daten in einem Soll-Ist-Vergleich gegenübergestellt werden:
| Fachgebiet                   | Sollwert         | Istwert                      |
| ---------------------------- | ---------------- | ---------------------------- |
| Elektrotechnik               | Nennleistung     | Istleistung                  |
| Kostenrechnung               | Sollkosten       | Istkosten                    |
| Materialwirtschaft           | Soll-Bestand     | Ist-Bestand                  |
| Plankostenrechnung           | Plankosten       | Standardkosten, Normalkosten |
| Preisabweichung              | Planmenge        | Istmenge                     |
| Vitalwerte: Körpertemperatur | Normaltemperatur | Fieber oder Unterkühlung     |
| Zeitermittlung               | Sollzeit         | Istzeit                      |

Sind die Istkosten höher als die Sollkosten, liegt eine Kostenüberdeckung vor. Eine Kostenunterdeckung ergibt sich, wenn die Istkosten in einer Rechnungsperiode unter den Soll- bzw. Plankosten liegen.
In der Medizin werden bei Patienten Vitalwerte gemessenen, die mit den Normalwerten (Sollwerte) verglichen werden. Größere Abweichungen hiervon erfordern medizinischen Handlungsbedarf.
Im Brandschutz, zumindest in Hessen werden Eintreffzeiten (Ist-Wert) verglichen mit den Sollwerten (gesetzl. Hilfsfrist), daraus werden Maßnahmen abgeleitet. Auf Landkreisebene wird beispielsweise ein Soll-Ist-Vergleich der Einheiten im Brand- und Katastrophenschutz beschrieben.

## Ergebnisse
Der Soll-Ist-Vergleich endet bei der Gegenüberstellung von Sollwerten ({\displaystyle S}) und Istwerten ({\displaystyle I}) mit drei Alternativen:
- Positive Diskonfirmation: {\displaystyle I>S}, oder
- Konfirmation: {\displaystyle I=S}, oder
- negative Diskonfirmation: {\displaystyle I<S}.

Positive Diskonfirmation führt zu einem Zufriedenheitsniveau oberhalb des Anspruchsniveaus, Konfirmation ist mit dem Anspruchsniveau identisch, negative Diskonfirmation liegt entsprechend darunter.

## Wirtschaftliche Aspekte
Die Ursachen der Abweichungen müssen eingehend untersucht werden, weil sie vielfach auf Mängel im Betriebsablauf zurückzuführen sind. Der Soll-Ist-Vergleich ist ein entscheidendes Instrument zur Früherkennung sowohl von Engpässen und Schwachstellen als auch von Planabweichungen in Unternehmen oder Projekten.